# Boca Juniors Football Club (Gibraltar)
El Football Club Boca Juniors Gibraltar fue un equipo de fútbol de Gibraltar. Fue suspendido de la competición de la Primera  División de Gibraltar tras no presentarse a dos partidos consecutivos en la temporada 2020-21. Fue bautizado en honor a Boca Juniors de Argentina debido a que uno de sus fundadores era un gran admirador del club.

## Historia

### Fundación
El club se formó y se estableció en septiembre de 2012 cuando un grupo de amigos de toda la vida de Gibraltar regresaron de la Universidad en Inglaterra y decidieron que, juntos, formarían un equipo de fútbol amateur. Esto se debió a su esperanza y deseo de jugar juntos en el deporte que preferían.
El nombre de FC Boca Juniors se decidió como el gerente en ese momento, Lawrence Podesta, quien también fue uno de los fundadores del club, es un gran admirador de Boca Juniors, Maradona y el fútbol argentino en general. Aparte de esta pasión por Boca, también fue influenciado por el hecho de que el primer gol oficial en la historia de Boca (Argentina) fue anotado por un jugador llamado, Rafael Pratt, que nació en Gibraltar.
La liga en Gibraltar comenzó a crecer y se volvió más competitiva cuando se le otorgó a Gibraltar la entrada a la UEFA en 2013. En este punto, para mantenerse al día con la liga y su naturaleza competitiva, los fundadores se dieron cuenta de que no había otra opción más que traer en jugadores y personal técnico más profesional / experimentado de fuera del grupo de amigos.

## Fútbol sala
En la temporada 2015-16 el club jugó en la División 2 donde terminó octavo.